# Вольное (Одесская область)
Вольное (укр. Вільне) — село, подчиняется сельсовету села Приморское Белгород-Днестровского района Одесской области Украины.
Население по переписи 2001 года составляло 419 человек. Почтовый индекс — 67792. Телефонный код — 4849. Занимает площадь 0,78 км².

## История
В 1945 г. Указом ПВС УССР село Катарга переименовано в Вольное.

## Местный совет
67792, Одесская обл., Белгород-Днестровский р-н, с. Приморское, ул. Дзержинского, 129

## Транспорт
Через село проходит транспортный маршрут Затока — Базарьянка — Татарбунары.